# Yovanisik Caretsi
Yovanisik Caretsi fue un monje y escritor armenio que vivió durante el Imperio safávida. Trabajó en el monasterio de San Tadeo en Tsar, donde supervisó la reparación de manuscritosdados sus conocimientos en este tema. También escribió una crónica sin título que trata principalmente de los últimos años del Sah Tahmasp I que reinó entre los años 1524 y 1576, también lo hizo sobre los turbulentos reinados de Ismaíl II (1576-1577) y de Mohammed Khodabanda (1578-1587), y los primeros años del Sha Abás el Grande (1588-1629).

## Biografía
Nació en Tsar (en armenio: Ծար, romanizado: Tsar, también romanizado como Car) cerca de la actual Kalbajar en 1560. Yovanisik sintió la vocación y se hizo monje en el monasterio local de San Tadeo, donde estudió con Yovhannes, su tío paterno. Según Peter Cowe, la similitud de los nombres "Yovanisik", que es un diminutivo de "Yovhannes", ha llevado a algunos estudiosos a confundir sus identidades. A Yovanisik también lo han confundido con Nerses Gnunetsi, otro monje que tenía el mismo rango eclesiástico que él. Gnunetsi dio a Caretsi la licencia para predicar y enseñar como avardapet. Durante su estancia en el scriptorium monástico, Yovanisik participó en la supervisión de la reparación de los manuscritos más antiguos, entre los que se encontraba una obra del siglo XIV de Mattheos Jughayetsi. Yovanisik también escribió una crónica sin título que completó en el año 1600. Estaba escrita en armenio y la obra trata principalmente de los últimos años del reinado del Sha Tahmasp I, los turbulentos reinados de Ismail II y de Mohammad Khodabanda, y los primeros años del Sha Abbas el Grande. La obra también incluye algunos datos sobre la vida de Simón I de Kartli (Mahmud Khan) y sobre la  Larga Guerra Turca (1593–1606). El nombre de Yovanisik está inscrito en el muro sur de una iglesia en la aldea de Aghkilisa en la Syunik'. La fecha de su muerte es incierta pero se sabe que murió después de 1621.